# Podbila
 Ovo je glavno značenje pojma Podbila. Za ribu pogledajte Podbila (riba).
Podbila je naseljeno mjesto u općini Posušje, Federacija Bosne i Hercegovine, BiH.

## Stanovništvo

### 1991.
Nacionalni sastav stanovništva 1991. godine, bio je sljedeći:
ukupno: 161
- Hrvati - 161

### 2013.
Nacionalni sastav stanovništva 2013. godine, bio je sljedeći:
ukupno: 146
- Hrvati - 146

## Povijest
U 17.st. je postojala istoimena župa Podbila koja je najstarija župa u općini Posušje ali danas ne postoji. Prvi put je spomenuta 1626. ali je vjerojatno postojala puno prije. Fratarska kuća i crkva su se nalazili na obroncima iznad rijeke Ričine na lokalitetu koji se danas naziva Ćemeri. Tu su fratri bili zaklonjeni i sigurni od progona Turaka. Fratarska kuća je bila uklesana u liticu te su njene ruševine veličanstven prizor i danas. 
Također postoje narodne predaje koje tvrde da je na mjestu gdje je danas filijalna crkva sv.Petra u Podbiloj prije dolaska franjevaca postojao benediktinski samostan. Makarski biskup Lišnjić izvješćava da je "crkva duvanjska u prošlim vremenima bila opatija otaca sv.Benedikta i crkva bješe posvećena sv.Ivanu ispod brda zvanog Zavelim. To nam ukazuje da su narodne predaje točne te mogućnost postojanja benediktinskog samostana.

## Priroda
Podbila je poznata kao vinorodno područje općine sa specifičnim reljefom i lokacijom vinograda. U budućnosti se očekuje brži razvoj tog dijela općine čiji su resursi u turizmu potpuno zanemareni.
Kroz Podbilu teče rijeka Ričina te se na njoj nalazi nekoliko mlinica koje su obnovljene i dan danas u funkciji.